# Louis van Beaujeu
Louis van Beaujeu (? – 1295) was heer van Beaujeu in het hertogdom Bourgondië tussen 1272 en 1295.

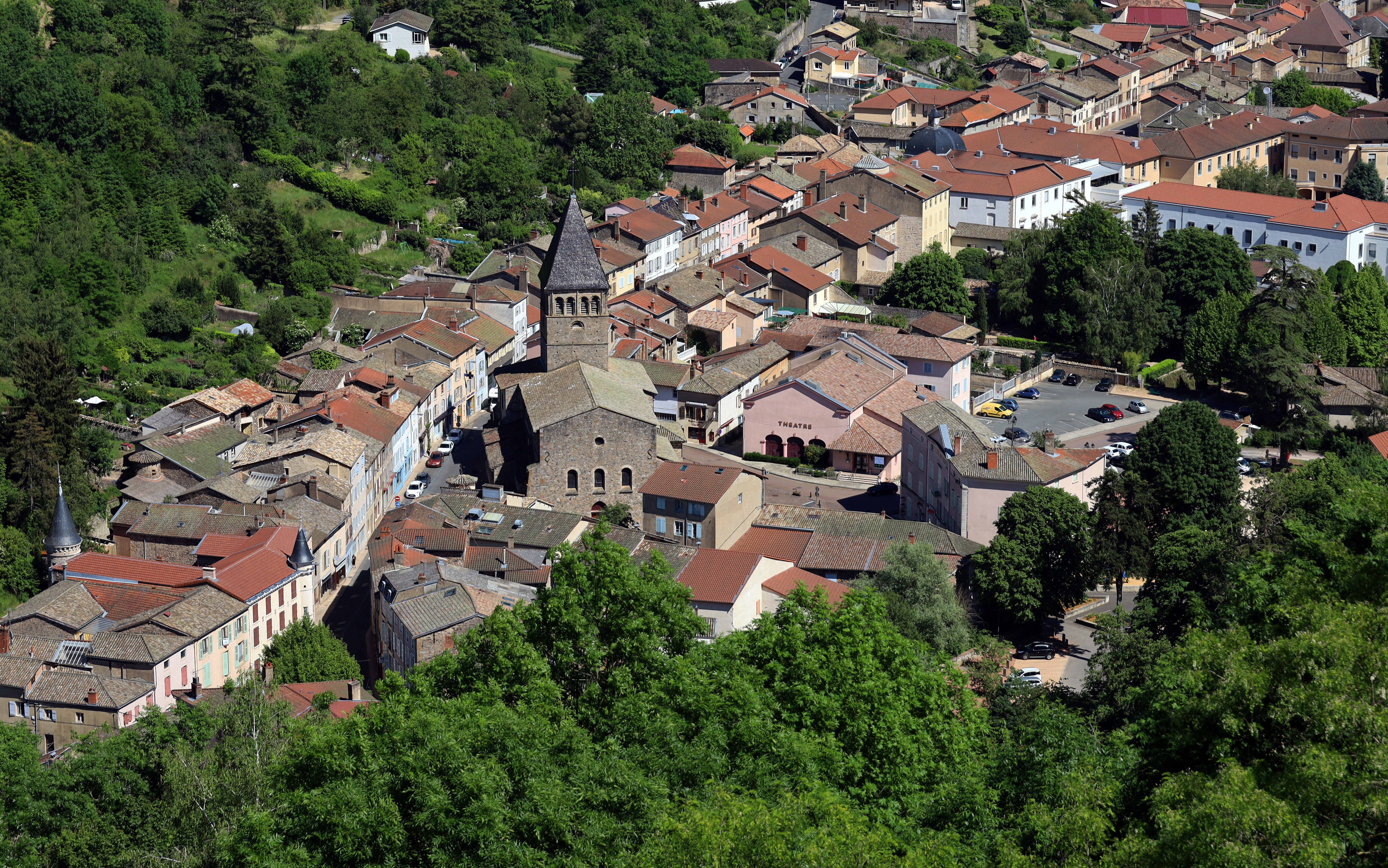
Gezicht op Beaujeu

Louis was de jongste zoon van Renaud I van Forez en Isabelle van Beaujeu. Zijn vader stierf in 1270 tijdens de rampzalige Achtste Kruistocht en liet de heerlijkheid Beaujeu bij testament na aan zijn oudste zoon Guy van Forez-Beaujeu. Maar zijn moeder, die de heerlijkheid van haar vader had geërfd, schonk ze in 1272 aan Louis. Guy vocht deze schenking door zijn moeder aan. Humbert van Montpensier trad op als bemiddelaar en er werd overeengekomen dat Louis Beaujeu mocht behouden maar dat de bezittingen van Beaujeu in het graafschap Forez aan Guy toevielen. En verder zou Beaujeu toekomen aan Guy mocht Louis kinderloos komen te overlijden.
Louis breidde de bezittingen van Beaujolais in Dombes uit door de heren van Varax en Ars te onderwerpen. Deze expansie leidde tot een open oorlog met het huis Thoire-Villars. Het conflict werd beëindigd door bemiddeling van de Dauphiné. De heer van Villars werd een vazal van Beaujeu. Louis breidde zijn gebied verder uit met Montmerle, Vimy en Anthon en hij kocht de bezittingen in Beaujolais van het huis Montpensier. De expansie van Beaujolais ten oosten van de Saône tot aan de poorten van Lyon verontrustte de aartsbisschop en het kapittel van Lyon en dit zorgde voor een sluimerend conflict. 
Louis huwde met Eléonore van Savoye, dochter van Thomas II van Savoye. Zijn zoon Guichard leidde hij op om hem op te volgen. Hij versterkte zijn macht ook door een verstandige huwelijkspolitiek. Hij beloofde zijn dochter Eléonore aan Humbert van Villars om de overeenkomst met Villars te bezegelen. En zijn dochter Marguerite huwelijkte hij uit aan Jean de Chalon, graaf van Auxerre.